# Naumachia Augusti
La naumachia di Augusto (in lingua latina naumachia Augusti) era un'antica struttura a Roma, nella Regio XIV Transtiberim.
È conosciuta grazie soprattutto alle Res gestae divi Augusti. Le prime rappresentazioni avvennero in occasione dell'inaugurazione del tempio di Marte Ultore a Roma.

## Struttura
Augusto medesimo indica che il bacino misurava 1.800 per 1.200 piedi romani (circa 533 x 355 metri).
(Augusto, Res gestae divi Augusti, 23.)
(Svetonio, Augustus, 43.)

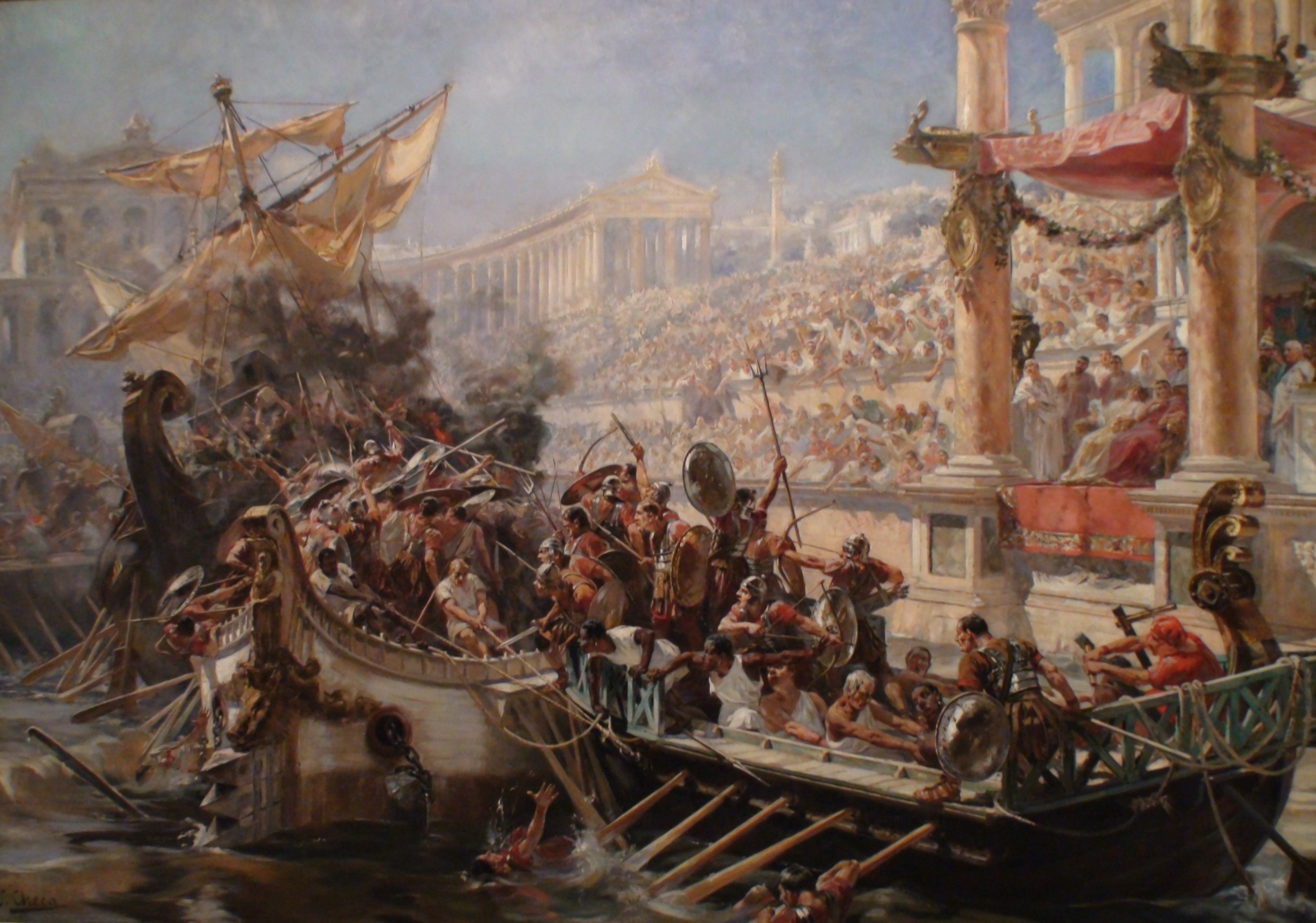
Un esempio di Naumachia, da un dipinto di Ulpiano Checa (1894).

Plinio il Vecchio afferma che al centro del bacino, molto probabilmente di forma rettangolare, si trovava un'isola collegata all'argine con un ponte. Il bacino doveva avere una profondità di circa 1,5 m, quella minima per permettere alle navi di galleggiare, e pertanto una capacità di circa 200.000 m³: l'acquedotto dell'Aqua Alsietina, appositamente costruito da Augusto (nel 2 a.C.) per la sua alimentazione, poteva riempirlo in 15 giorni. Un canale navigabile permetteva l'accesso alle navi provenienti dal Tevere, oltrepassato da un ponte mobile (pons naumachiarius).
Considerando le dimensioni del bacino e quelle d'una trireme (35 x 4,90 m circa), la trentina di vascelli utilizzati non dovevano avere molto margine di manovra sull'acqua. Inoltre, sapendo che l'effettivo d'una trireme romana era di circa 170 rematori e tra i 50 o 60 soldati imbarcati, un rapido calcolo permette di concludere che per raggiungere una cifra di 3.000 uomini, i vascelli della naumachia d'Augusto dovettero portare molti più combattenti d'una vera flotta. Lo spettacolo verteva dunque meno sulle evoluzioni dei vascelli che sulla presenza stessa nei grandi bacini artificiali e sui combattimenti corpo a corpo che si svolgevano.
Attorno alla naumachia Augusti vi era poi un bosco dedicato ai nipoti, Gaio e Lucio Cesare (nemus Caesarum), e forse dei giardini.

## Storia
Fatta costruire da Augusto, venne in seguito utilizzata da Nerone, Tito, Domiziano nel corso di una naumachia del 95, ma poco dopo venne abbandonata ed al tempo di Alessandro Severo solo una parte rimaneva ancora.

## Posizione
La naumachia insisteva in parte sull'area ove oggi si trovano la chiesa di San Cosimato e l'omonima piazza.